# Giles Scott
Giles Lyndon Scott (Huntingdon, 23 juni 1987) is een Brits zeiler.
Scott werd in 2011 wereldkampioen in de Finn, voor de spelen van 2012 in zijn thuisland werd hij niet geselecteerd.
In 2014, 2015 en 2016 werd hij wereldkampioen in de Finn. Tijdens de 2016 in het Braziliaanse Rio de Janeiro won hij de gouden medaille. In Tokio prolongeerde hij zijn olympische titel

## Resultaten

### Wereldkampioenschappen
| Jaar | Plaats        | Resultaten |
| ---- | ------------- | ---------- |
| 2006 | Jeju          | 7e Laser   |
| 2007 | Cascais       | 14e Laser  |
| 2008 | Victoria      | 14e Finn   |
| 2009 | Vallensbæk    | 4e Finn    |
| 2010 | San Francisco | Finn       |
| 2011 | Perth         | Finn       |
| 2014 | Santander     | Finn       |
| 2015 | Takapuna      | Finn       |
| 2016 | Gaeta         | Finn       |
| 2019 | Melbourne     | 4e Finn    |

### Olympische Zomerspelen
| Jaar | Plaats         | Resultaten |
| ---- | -------------- | ---------- |
| 2016 | Rio de Janeiro | Finn       |
| 2020 | Tokio          | Finn       |

1952: Paul Elvstrøm ·
1956: Paul Elvstrøm ·
1960: Paul Elvstrøm ·
1964: Wilhelm Kuhweide ·
1968: Valentin Mankin ·
1972: Serge Maury ·
1976: Jochen Schümann ·
1980: Esko Rechardt ·
1984: Russell Coutts ·
1988: José Doreste ·
1992: José van der Ploeg ·
1996: Mateusz Kusznierewicz ·
2000: Iain Percy ·
2004: Ben Ainslie ·
2008: Ben Ainslie ·
2012: Ben Ainslie ·
2016: Giles Scott ·
2020: Giles Scott